# Clara Moreno
Clara Moreno (Rio de Janeiro, 13 de março de 1971) é uma cantora brasileira. É filha de Nelson Angelo e Joyce, ambos cantores e compositores, e também é irmã da cantora Ana Martins.

## Discografia
- (2009) Miss Balanço
- (2007) Meu Samba Torto
- (2004) Morena Bossa Nova
- (1998) Mutante
- (1998) Clara Claridade
- (1996) Clara Moreno
- (1993) Dança do Brega
- (1983) Histórias do Céu e da Terra